# Smile (drama)
Pour les articles homonymes, voir Smile.
Smile (スマイル, Sumairu) est un drama diffusé sur TBS. La série a été diffusée en 2009, le scénario est écrit par Takayuki Takuma (Hana Yori Dango).

## Synopsis
Vito Hayakawa (Jun Matsumoto) a une mère japonaise et un père philippin. Depuis qu'il est enfant, il a un complexe à cause de ses origines. Même avec ce complexe, Vito a une bonne personnalité et garde le sourire. Hana Mishima (Aragaki Yui) a perdu sa voix, mais c'est aussi une fille au grand cœur qui rend les choses autour d'elle beaucoup plus joyeuses. Kazuma Ito (Nakai Kiichi) est un avocat qui aime être remarqué. Il a tendance à baisser les yeux devant d'autres personnes avec son sourire particulier. Vito, Hana et Kazuma partagent un secret du passé. À cause de cette connexion, ils vont changer la société

## Distribution
- Jun Matsumoto : Hayakawa Vito
- Yui Aragaki : Hana Mishima
- Kiichi Nakai : Kazuma Ito
- Eiko Koike : Shiori Machimura
- Hidenori Tokuyama : Kinta Kawai
- Suzunosuke : "Bull" / Kenji Kazama
- Toshiyukii Kitami : inspecteur Furuse
- Hiroyuki Ikeuchi : inspecteur Takayanagi
- Shun Oguri : Seiji Hayashi
- Masanobu Katsumura : Keisuke Kashiwagi
- Gin Maeda : Sosuke Machimura
- Ayumi Ishida : Midori Machimura

## Récompenses
| 61e Television Drama Academy Awards | Meilleure actrice dans un second rôle pour Aragaki Yui |
| 13e Nikkan Sports Drama Grand Prix  | Meilleur drama                                         |
| 13e Nikkan Sports Drama Grand Prix  | Meilleur acteur pour Jun Matsumoto                     |
| 13e Nikkan Sports Drama Grand Prix  | Meilleure actrice dans un second rôle pour Aragaki Yui |
| 13e Nikkan Sports Drama Grand Prix  | Meilleur acteur dans un second rôle pour Nakai Kiichi  |